# Rickling
Rickling er en by og kommune i det nordlige Tyskland, beliggende i Amt Boostedt-Rickling i den nordlige del af Kreis Segeberg. Kreis Segeberg ligger i den sydøstlige del af delstaten Slesvig-Holsten.

## Geografi
Rickling ligger omkring 12 km sydøst for Neumünster og 11 km nordvest for Bad Segeberg ved Bundesstraße B205. Vandløbet Rothenmühlenau løber gennem den sydlige del af kommunen. Landsbyen Fehrenbötel og den tidligere KZ-lejr Kuhlen ligger i kommunen.
Byen har station på jernbanen mellem Neumünster og Bad Oldesloe.